# توم ستيفنسون (صحفي)
توم ستيفنسون (بالإنجليزية: Tom Stevenson)‏ هو صحفي بريطاني، ولد في 8 مارس 1951 في رويال تونبريدج ولز ‏ في المملكة المتحدة.